# Shen Chen
Shen Chen (chineză: 沈晨; pinyin: Shěn Chén; n. 28 iulie 1990) este o scrimeră chineză specializată pe sabie.
A cucerit o medalie de bronz la Campionatul Asiatic din 2013 și la cel din 2014. În sezonul 2013–2014, a câștigat o medalie de bronz la etapa de Cupa Mondială de la Antalya și medalia de argint la Grand Prix-ul de la Beijing. În sezonul 2014–2015 a devenit campioana asiatică după ce a trecut de japonezoaica Chika Aoki.  La Campionatul Mondial de la Moscova, a ajuns în semifinală, unde a fost învinsă de franțuzoaica Cécilia Berder și s-a mulțumit cu bronzul.